# Louis-Gregory Strolger
Louis-Gregory Strolger (...) è un astronomo statunitense.
Il Minor Planet Center lo accredita per la scoperta dell'asteroide 47171 Lempo, effettuata il 1º ottobre 1999, in collaborazione con Eric P. Rubenstein.
È membro della Unione Astronomica Internazionale .